# Micrurus proximans
Micrurus proximans (наяритський кораловий аспід) — вид отруйних змій родини аспідових (Elapidae). Ендемік Мексики.

## Поширення і екологія
Наяритські коралові аспіди мешкають на тихоокеанському узбережжі Наяриту і Халіско, а також спостерігалися у внутрішніх районах на півдні Халіско. Вони живуть у тропічних листяних, напівлистяних і сухих колючих лісах, на висоті до 500 м над рівнем моря.